# Вулиця Лінкольна
Ву́лиця Лі́нкольна — вулиця у Шевченківському районі міста Львова, в місцевості Замарстинів. Починається від вулиці Замарстинівської (біля церкви Йосафата) і простягається на північний схід і схід до вулиці Миколайчука (біля кінцевої зупинки трамвая № 6). Прилучаються вулиці Міртова, Інструментальна, Павла Тичини, Льняна та Квітки Цісик.

## Історія
Вулиця прокладена на початку XX століття, не пізніше 1918 року отримала назву Склєпіньского, на честь Міхала Склепінського, війта громади Замарстинів. До війни існувала лише західна частина вулиці. За радянських часів, у 1946 році перейменували на вулицю Димитрова, на честь болгарського комуністичного діяча Георгія Димитрова. Від 1991 року сучасна назва — вулиця Лінкольна, на честь видатного 16-го президента США Авраама Лінкольна.

## Забудова
Вулиця Лінкольна забудована переважно з північного, непарного боку. Її забудову складають переважно стандартні п'яти- та дев'ятиповерхові житлові будинки 1970-х—1980-х років, є також один 14-поверховий будинок, зведений у 1988 році, будинки № 2, № 5 — типові будівлі барачного типу 1950-х років. На початку 2010-х років споруджено кілька сучасних висотних багатоквартирних будинків. У західній частині вулиці (з лівого боку) є кілька одноповерхових приватних будинків.
№ 2 — Територіальне управління Рахункової палати України по Львівській, Волинській, Рівненській та Тернопільській областях.
№ 3а — за цією адресою розташований комплекс Залу Царства Свідків Єгови.
№ 6а — житловий комплекс «Лінкольн», що складається з двох — 14-ти та 16-ти поверхових житлових будинків. Будівництво комплексу розбито на дві черги. Першу чергу, розпочату в квітні 2017 року, планується завершити в листопаді 2018 року. Будівництво другої черги розпочато у липні 2017 року та завершено у травні 2019 року. 
№ 10а — житловий комплекс з вбудованими офісними приміщеннями, зведений у 2010—2011 роках будівельною компанією «Еко-Дім» та складається з двох десятиповерхових секцій — на 3 та 4 під'їзди відповідно, з'єднаних між собою арковим переходом. На першому поверсі розташовано низку магазинів, зокрема, магазин «Ангелятко», продуктові крамниці, а також містяться зооветеринарна клініка; пункт прокату дитячих костюмів (до 2017 року — аптека), термінал самообслуговування «ПриватБанку», поштомат «Нової пошти», а також міститься відділення поштового зв'язку № 51 АТ «Укрпошта». 
За цією ж адресою також до 2010 року розташовувалася автомийка. Після спорудження житлового комплексу вона опинилася у внутрішньому подвір'ї новобудови, тоді ж була споруджена адміністративно-виробнича будівля з готелем та закладом громадського харчування. 2016 року цей комплекс споруд був перебудований у відпочинковий готельно-ресторанний комплекс «Писанка».
№ 12 — у 2009 році за проєктом Миколи Рибенчука тут зведена греко-католицька церква святого Луїджі Оріоне, парохом церкви є італієць о. Еджідіо Монтанарі. У церкві є іконостас із чотирма великими іконами, котрі написав у модернізованому візантійському стилі, відомий український маляр Любомир Медвідь. Біля церкви у 2013 році за проєктом архітектора Маріо Ботти збудовано в аналогічному модерновому стилі будівлю монастиря отців-оріоністів святих Петра і Андрія.
№ 23 — Державний професійно-технічний навчальний заклад «Львівське вище професійне училище комп'ютерних технологій та будівництва», створено 1965 року як міське професійно-технічне училище № 48. Училище, яке здійснювало підготовку висококваліфікованих робітничих кадрів для житлово-комунального господарства. За період 1965—2020 років було випущено понад 15000 кваліфікованих робітників.
№ 29а — в будинку у 2015 році відкрився перший в місті Ісламський культурний центр імені Мухаммада Асада. Серед дев'яти подібних центрів на території України, цей унікальний тим, що носить ім'я львів'янина Мухаммеда Асада.
24 березня 2023 року за цією ж адресою відбулося офіційне відкриття Ісламського релігійно-культурного центру. Основне місце тут — мечеть, яка розділена на два простори: один для жінок, інший — для чоловіків. У цьому приміщенні п'ять разів на день мусульмани зможуть молитися.
№ 53 — амбулаторія сімейної медицини № 5 КНП «Львівська 1-а міська клінічна лікарня імені Князя Лева».
№ 57 — ЛКП «Тополя-406», відділення «Нової пошти» та «Ощадбанку».

Світлини вуличної забудови
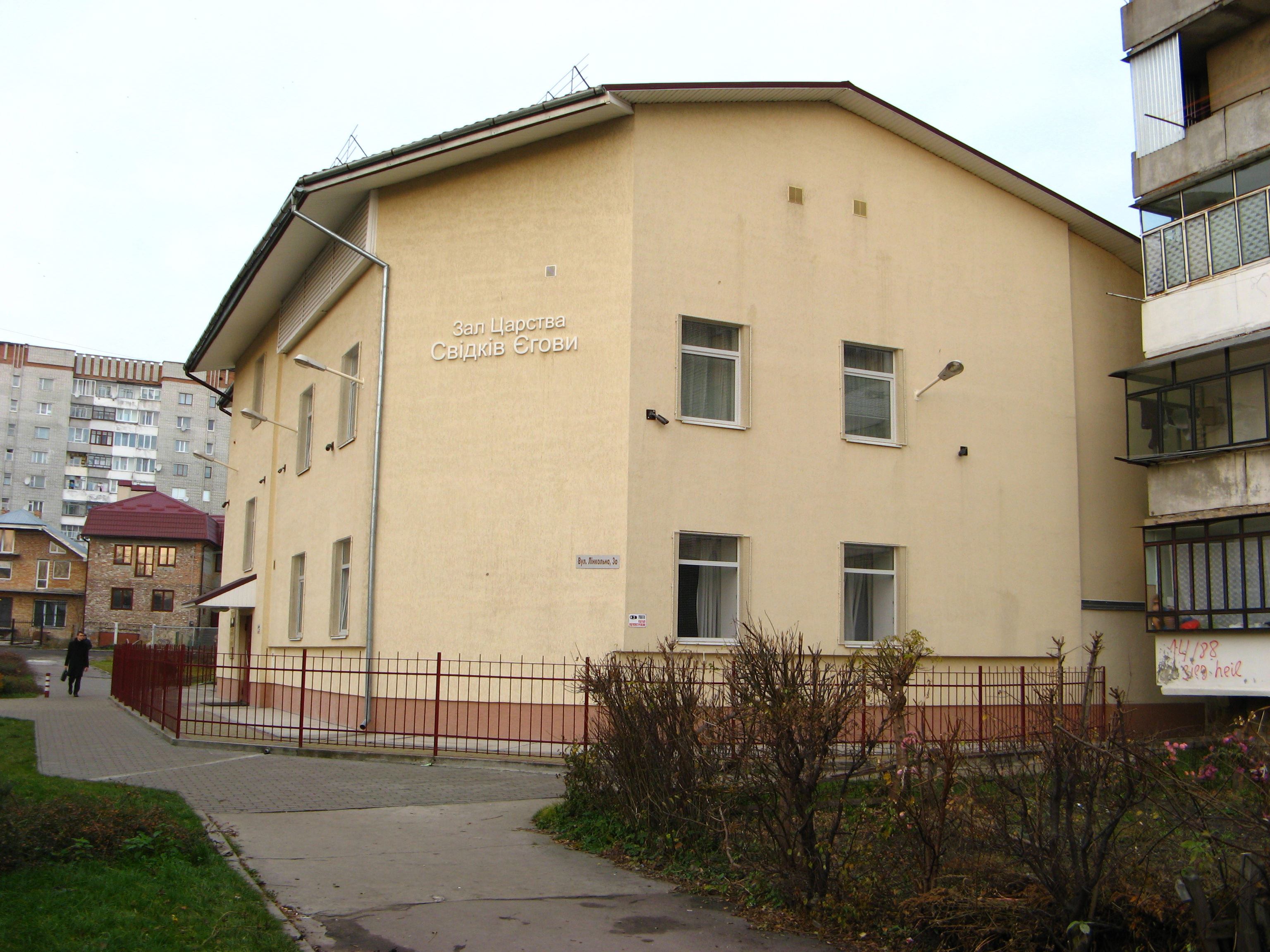
Зал Царства Свідків Єгови
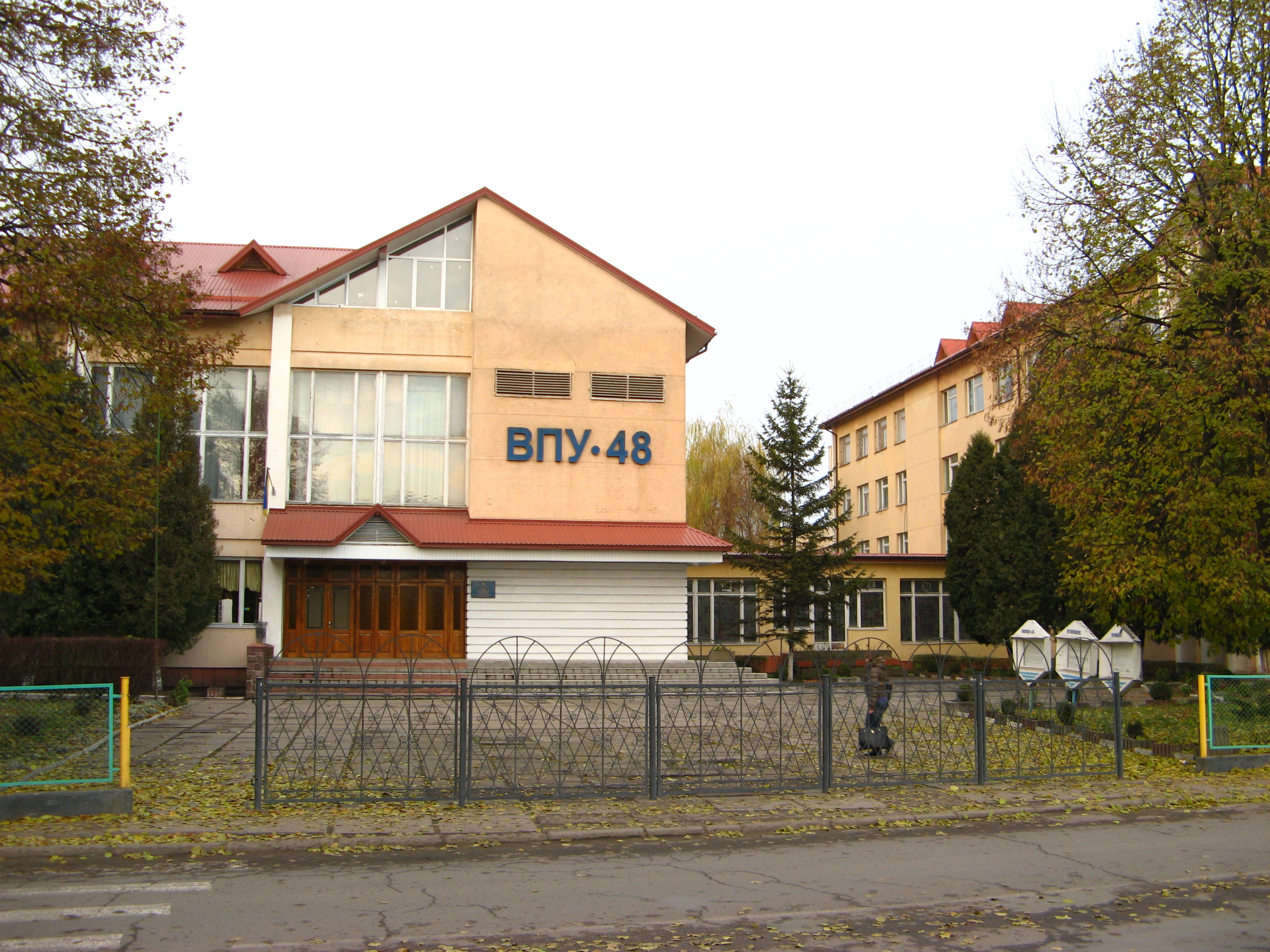
Львівське вище професійне училище комп'ютерних технологій та будівництва
Церква святого Луїджі Оріоне
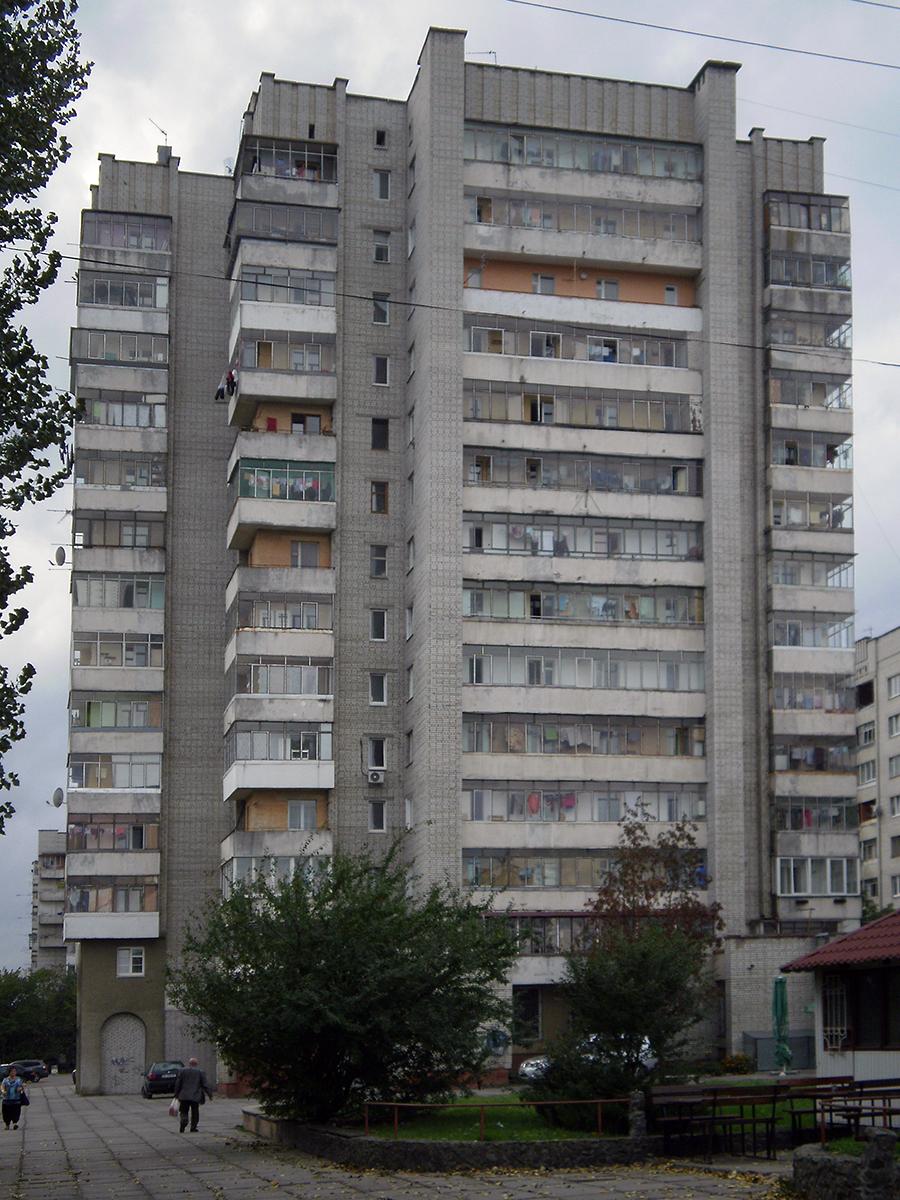
14-поверхівка серії 124-87-107 (вул. Лінкольна, 53)